# Timolao y compañeros mártires

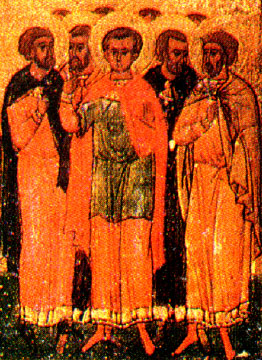
Antiguo icono de compañeros martirizados.

San Timolao y cinco compañeros, según el historiador de la primitiva iglesia cristiana Eusebio en su obra Mártires de Palestina, eran jóvenes que, habiendo oído que las autoridades romanas de Caesarea, Palestina, en el año 303 d. C., habían condenado a varios cristianos a morir arrojados a las fieras en la plaza pública, se presentaron por su propia voluntad ante el gobernador con las manos atadas a la espalda y exigieron unirse a sus compañeros cristianos en ese martirio. Sin embargo, no fueron arrojados a las fieras, sino decapitados junto con otros dos hombres que ya estaban en prisión.

## Antecedentes
Existen dos versiones de los Mártires de Palestina de Eusebio, pero sólo en la versión más corta se relata la historia de Timolaus y sus compañeros; en la versión más larga no se menciona a Timolaus.  Eusebio estuvo presente en Cesarea durante las persecuciones, parte de la campaña de todo el imperio para suprimir el cristianismo.

## Persecución de los cristianos en Cesarea
El emperador Diocleciano había ordenado que todos en el Imperio debían realizar cultos y sacrificios a los dioses romanos. Los que se negaban a hacerlo en Cesarea, según Eusebio, eran interrogados y torturados si era necesario para tratar de obligarlos a apostatar, y si nada los convencía de realizar los sacrificios, eran ejecutados. 

## Timolao
El gobernador de Cesarea, Urbano, ya había hecho arrojar a la arena pública a dos cristianos a las fieras por negarse a realizar los sacrificios a los dioses romanos. Como parte de un próximo festival, entre los espectáculos previstos había más ejecuciones de este tipo. Enterado de esto, un joven, Timolao, del Ponto (en el mar Negro, en la actual Turquía), junto con otros cinco, "se dirigieron apresuradamente" al gobernador, tras atarse sus propias manos a la espalda, se declararon cristianos y exigieron también ser arrojados a las fieras.  El "asombrado" gobernador, sin embargo, los hizo encarcelar durante dos días y luego los decapitó junto con otros dos.

## Compañeros
Según Eusebio, los compañeros de Timolaus en la búsqueda del martirio de esta manera fueron "Dionisio de Trípolis en Fenicia, Rómulo, un sub-diácono de la parroquia de Diospolis, Paesis y Alejandro, ambos egipcios, y otro Alejandro de Gaza." A ellos se unieron otro hombre que ya estaba en prisión, habiendo sido torturado previamente, Agapio, y otro Dionisio, que le había suministrado alimentos mientras estaba en prisión. Los ocho fueron decapitados el mismo día.